# Браун, Джо Эванс
Джозеф Эванс Браун (англ. Joseph Evans Brown, 28 июля 1891 — 6 июля 1973) — американский актёр-комик, запомнившийся на экране дружелюбным образом, прекрасным владением комедийным таймингом и широкой улыбкой на «резиновых» губах. Джо Э. Браун был одним из самых популярных комиков Америки 1930-х и 1940-х годов и снялся в таких фильмах, как «Сон в летнюю ночь» (1935), «Землерои» (1936) и «Алиби Айк» (1935). В своей более поздней карьере Браун снялся в кинокомедии «В джазе только девушки» (1959) в роли Осгуда Филдинга III, произносящего знаменитую кульминационную фразу «У каждого свои недостатки!» (англ. Well, nobody’s perfect).

## Ранние годы
Браун родился 28 июля 1891 года в Холгейте, штат Огайо, недалеко от Толедо, в большой семье валлийского происхождения. Большую часть детства провёл в Толедо. В 1902 году, в возрасте десяти лет, присоединился к труппе цирковых акробатов, известной как «Пять чудесных Эштонов», которые совершили поездку по стране цирковыми и водевильными представлениями. Позже Браун стал профессиональным игроком в бейсбол. Несмотря на свои навыки, он отказался от возможности подписать контракт с Нью-Йорк Янкис, чтобы продолжить карьеру артиста. Через три сезона он вернулся в цирк, затем перешёл в водевиль и, наконец, оказался на Бродвее. Постепенно он добавил в свой номер комедийную составляющую и превратился в комика. Браун перебрался на Бродвей в 1920-х годах, впервые появившись в музыкальной комедии «Джим Джем Джемс».

## Кинокарьера

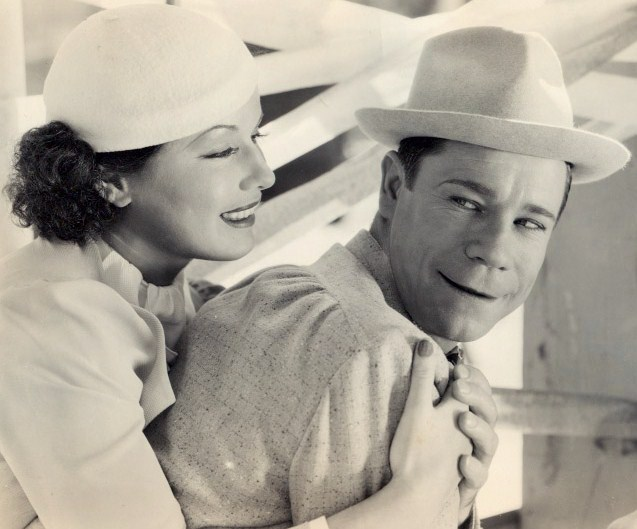
С Джун Трэвис в фильме «Землерой» (1936)

В конце 1928 года Браун стал появляться на экране, а в следующем году начал работать на Warner Brothers. Он быстро стал фаворитом детской аудитории и прославился после появления в первой цветной музыкальной комедии «На шоу!» (1929). Браун снялся в нескольких отменных музыкальных комедиях в Technicolor, в том числе «Салли» (1929), «Держи всё» (1930), «Песня Запада» (1930), и «Безумный» (1930). К 1931 году Браун стал такой звездой, что его имя значилось над заголовком в фильмах, в которых он появлялся.
Затем Браун снялся в комедии «Пожарный, спаси мое дитя» (1932), в которой сыграл игрока бейсбольной команды Сент-Луис Кардиналс, в ленте «Элмер Великий» (1933) с Патрисией Эллис и Клэр Додд, а также в фильме и «Алиби Айк» (1935) с Оливией де Хэвилленд. В двух последних он изображал игроков из Чикаго Кабс.
В 1933 году Браун снялся в фильме «Сын моряка» с Джин Мьюир и Тельмой Тодд. В 1934 году он появился в фильмах «Очень благородный парень» с Алисой Уайт и Робертом Барратом, в «Цирковом клоуне» снова с Патрисией Эллис и Дороти Берджесс и в «Шестидневном велосипедисте» с Максин Дойл.
Браун был одним из немногих водевильных комиков, снявшихся в шекспировских экранизациях; он играл Френсиса Дудку в постановке Макса Рейнхардта и Дитерле киноверсии комедии «Сон в летнюю ночь» (1935) и получил высокую оценку за свою работу. Браун сыграл главную роль в фильме «Поло Джо» (1936) с Кэрол Хьюз и Ричардом «Скитс» Галлахером, а также в фильме «Сыновья оружия». В 1933 и 1936 годах он входил в десятку ведущих деятелей кинематографа.
Браун ушел из Warner Brothers, и начал работать на продюсера Дэвида Л. Лоу, сыграв главную роль в фильме «Когда твой день рождения?» (1937). В 1938 году он снялся в фильме «Гладиатор», экранизации одноимённого романа Филипа Гордона Уайли 1930 года, повлиявшего впоследствии на образ Супермена. Постепенно Браун переключился на работу в фильмах категории «B».

## Диктор радио и телевидения
Джо Браун занимает свое место в спортивной истории Бостона. 14 апреля 1925 года радиостанция WBZ (AM) впервые транслировала местный бейсбольный матч Высшей лиги. Бостон Брэйвз играли против Нью-Йоркских гигантов. Брэйвз выиграли со счетом 5-4. Комментировал матч в тот день Джо Браун. Он был фанатом бейсбола, и некоторые спортивные обозреватели, видевшие его, когда он был полупрофессиональным игроком, полагали, что мог бы стать успешным игроком высшей лиги. В апреле 1925 года Браун был в районе Бостона, где играл главную роль в постановке «Бетти Ли» в бостонском театре Маджестик. Браун знал нескольких бостонских спортивных обозревателей, был дружен со спортивным карикатуристом Эйбом Савранном («SAV») из Boston Traveler. Браун был членом Доброжелательного и Защитного Ордена Лосей, как и Савранн, который позвал его в качестве приглашенного оратора на собрание Кембриджской (Массачусетской) Ложи Лосей в середине апреля 1925 года. Савранн отметил в своей карикатуре в Traveler от 15 апреля 1925 г. (стр. 20), что в тот день комментатором игры был Браун. А радиокритик New Britain (CT) Daily Herald написал, что «очень жаль, что Джо Э. Браун, объявлявший игру вчера, не может это делать в течение всего сезона», отметив, что Браун не только хорошо описывал игру, но и предлагал слушателям забавные и интересные анекдоты в процессе. Хотя информации о дальнейших выступлениях Джо Брауна на радио нет, известно, что он всё же вернулся в комментаторскую кабину в 1953 году, но уже на телевидении. Браун комментировал игры New York Yankees на WPIX-TV. В его обязанности входило проведение 15-минутного шоу перед матчем и 10-минутного — после, в течение всего сезона. По окончании сезона его заменил Ред Барбер.

## Вторая мировая война

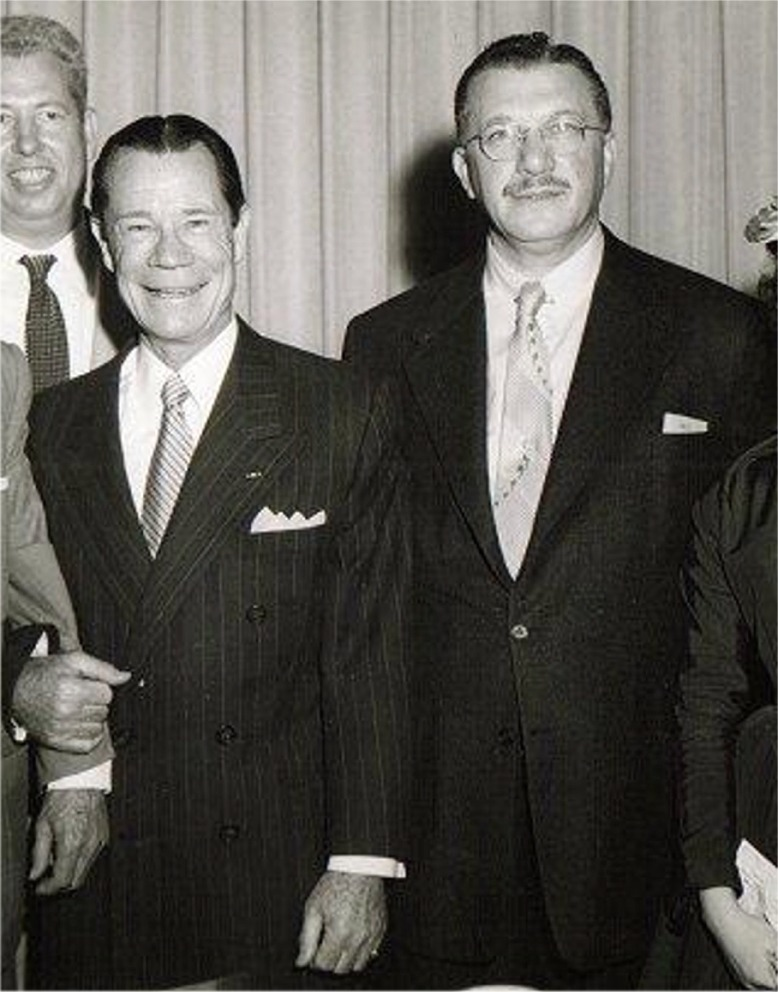
Джо Э. Браун и Ирвинг Лерой Ресс (справа), около 1950

В 1939 году Браун свидетельствовал перед Иммиграционным комитетом Палаты представителей в поддержку законопроекта, разрешающего въезд в США 20 тысячам немецко-еврейских детей-беженцев. Позже он усыновил двоих детей-беженцев.
Когда США вступили во Вторую мировую войну, Брауну было уже 50 лет, и он был слишком стар, чтобы поступить на службу. Оба его кровных сына служили в армии во время войны. В 1942 году капитан Дон Э. Браун погиб, когда его Douglas A-20 Havoc разбился недалеко от Палм-Спрингс в Калифорнии.
Ещё до того, как были организованны Объединённые организации обслуживания, Браун проводил много времени в поездках за свой счёт, развлекая войска в южной части Тихого океана, включая Гуадалканал, Новую Зеландию и Австралию, а также Карибский бассейн и Аляску. Он был первым, кто совершил такой тур, ещё до того, как подобными поездками прославился Боб Хоуп. Браун также провел много вечеров, работая и встречаясь с военнослужащими в Голливудской лавке для войск. Свой опыт развлечения солдат он описал в книге «Ваши дети и мои». По возвращении в США Браун обнаружил мешки писем от солдат. Он давал концерты при любых погодных условиях, многие в больницах, иногда выступая для одного умирающего солдата. Никогда не отказывал в автографах. За свои моральные заслуги Браун стал одним из двух гражданских лиц, удостоенных Бронзовой звезды во время Второй мировой войны.

## Послевоенная работа
Его забота о войсках продолжалась и во время Корейской войны, о чём свидетельствует кинохроника с его призывом к сдаче крови для помощи войскам США и ООН, которая была показана в эпизоде 4 сезона сериала МЭШ под названием «Потоп».
В 1948 году Браун был награждён специальной премией Тони за работу в гастрольной компании Harvey.
У Брауна была эпизодическая роль в фильме «Вокруг света за 80 дней» (1956), когда он в роли начальника станции Форт Кирни разговаривал с Фоггом (Дэвид Нивен) и его спутниками в небольшом городке в Небраске. В эпической комедии «Это безумный, безумный, безумный, безумный мир» (1963) у Брауна была эпизодическая роль профсоюзного чиновника, выступающего на строительной площадке в кульминационной сцене. На телевидении он был таинственным гостем на шоу «What’s My Line?» (эпизод от 11 января 1953).
Самой известной послевоенной работой Джо Э. Брауна стала роль стареющего миллионера Осгуда Филдинга III в комедии Билли Уайлдера 1959 года «В джазе только девушки». По сюжету фильма Филдинг влюбляется в Дафну (Джерри), которую играет Джек Леммон. В конце фильма Леммон снимает парик и показывает Брауну, что он мужчина, на что Браун отвечает: «У каждого свои недостатки!» (англ. Well, nobody’s perfect). Это один из самых знаменитых моментов фильма, и одна из известнейших цитат в истории кино.
Другой заметной послевоенной ролью стал образ капитана Энди Хоукса в ремейке фильма «Плавучий театр» 1951 года от MGM, роль, которую он исполнил в возрождённом мюзикле на сцене New York City Center в 1961 году, а затем в турне. Браун исполнил несколько танцевальных номеров в фильме, в фильме также появляется знаменитый хореограф Гауэр Чэмпион вместе со своей первой женой Мардж. Последнее появление Брауна на киноэкране состоялось в 1964 году, в "Комедии ужасов".

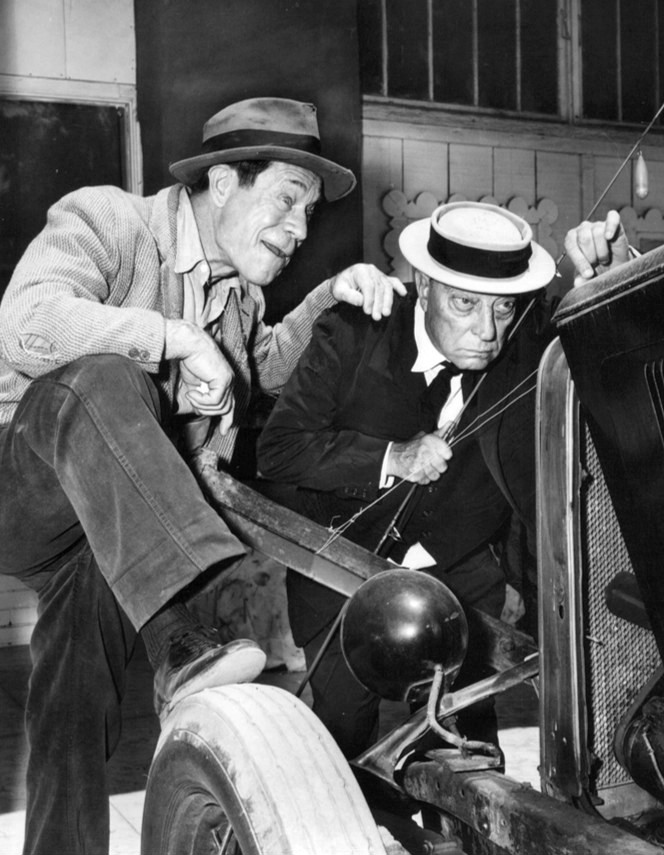
Браун с Бастером Китоном в эпизоде «Путешествие в Ниневию» сериала «Шоссе 66» 1962 года

Браун был энтузиастом спорта, как в кино, так и лично. Среди его лучших картин была «трилогия о бейсболе», в которую вошли фильмы «Пожарный, спаси мое дитя» (1932), «Элмер Великий» (1933) и «Алиби Айк» (1935). В 1953 году он был телеведущим и радиоведущим Нью-Йорк Янкис. Сын актёра, Джо Л. Браун, был генеральным менеджером Питтсбург Пайрэтс более 20 лет. Браун провел с Таем Коббом его последние дни, обсуждая его жизнь.
Спортивный энтузиазм Брауна также привел к тому, что он стал первым президентом организации PONY Baseball and Softball (в то время называемой Pony League), зарегистрированной в 1953 году. Он оставался на этой должности до выхода на пенсию в конце 1964 года. Позже Браун проехал тысячи миль, рассказывая историю PONY League, надеясь заинтересовать взрослых организацией бейсбольных программ для молодежи. Он был поклонником чистокровных скачек, регулярно посещал ипподромы в Дель-Мар и Санта-Анита.

## В популярной культуре
Браун был изображен в карикатурном виде в диснеевских мультфильмах «Гала-премьера Микки» (1933), «Матушка Гусыня едет в Голливуд» (1938) и «Автограф-хаунд» (1939); все содержат сцену, в которой он громко смеется, широко раскрывая рот. Согласно официальной биографии «Доуз Батлер: Характерный актёр», Доуз Батлер использовал образ Джо Э. Брауна, как источник вдохновения для голосов в двух мультфильмах Hanna-Barbera : «Наглый Лев» (1962) и «Питер Потамус» (1963 – 1966).
Браун также появился в своем собственном комиксе в британском комиксе Film Fun между 1933 и 1953 годами.

## Закат жизни и семья
Браун женился на Кэтрин Фрэнсис Макгроу в 1915 году. Брак продлился до его смерти в 1973 году. У пары было четверо детей: два сына, Дон Эван Браун (25 декабря 1916 – 8 октября 1942; капитан ВВС США, погиб в результате крушения бомбардировщика A-20B Havoc, когда он служил пилотом на пароме) и Джо Лерой «Джо Л.» Браун (1 сентября 1918 – 15 августа 2010) и две дочери Мэри Кэтрин Энн (род. 1930) и Кэтрин Фрэнсис (род. 1934). Они обе были удочерены в младенчестве.
Джо Л. Браун разделял любовь своего отца к бейсболу, будучи генеральным менеджером «Питтсбург Пайрэйтс» с 1955 по 1976 год, а также недолгое время в 1985 году, он также стал чемпионами Мировой серии 1960 и 1971 годов. Пайрэйтс Брауна 71 показали первую полностью чёрную стартовую девятку бейсбола.

## Смерть и наследие

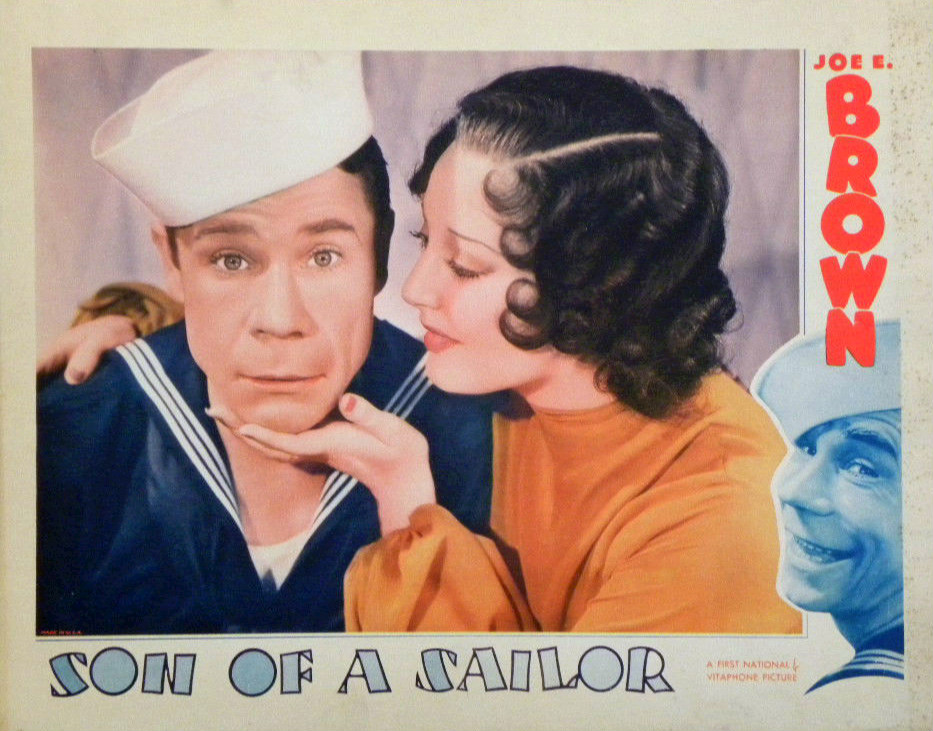
Рекламная карточка фильма «Сын моряка» (1933)

У Брауна начались проблемы с сердцем в 1968 году после тяжелого сердечного приступа, и он перенёс операцию на сердце. Он умер от атеросклероза 6 июля 1973 года в своем доме в Брентвуде, Калифорния, за три недели до своего 82-го дня рождения. Похоронен в Мемориальном парке Форест-Лоун в Глендейле, Калифорния.
За свой вклад в киноиндустрию Браун был отмечен на Голливудской Аллее славы в 1960 году звездой, расположенной на Вайн-стрит, 1680.
В 1961 году Государственный университет Боулинг-Грин переименовал театр «Харви», в котором Браун появился в 1950-х годах, в Театр Джо Э. Брауна. В 2011 году театр был закрыт.
В Холгейте, штат Огайо, где актёр родился, есть улица под названием Джо Э. Браун-авеню. В Толедо, штат Огайо, есть городской парк имени Джо Э. Брауна по адресу 150 West Oakland Street.
В популярной поваренной книге 1975 года Роуз Нафталин есть печенье под названием «Джо Э. Браун». Браун был частым посетителем ресторана Роуз Нафталин в Толедо.
Компания Flatrock Brewing в Наполеоне, штат Огайо, предлагает несколько тёмных элей, в названии которых обыгрывается имя Джо Э. Брауна: Joe E. Coffee And Vanilla Bean Brown Ale, Joe E. Brown Hazelnut, Chocolate Peanut Butter Joe E. Brown, Joe E Brown Chocolate Pumpkin и Joe E. (Brown Ale).

## Избранная фильмография
- Жулики не побеждают (1928) — Джимми Уэлльс
- Хит-шоу (1928) — Твисти
- The Circus Kid (1928) — King Kruger
- Take Me Home (1928) — Bunny
- Molly and Me (1929) — Jim Wilson
- My Lady’s Past (1929) — Sam Young
- On with the Show! (1929) — Joe Beaton
- Painted Faces (1929) — Hermann / Beppo
- Sally (1930) — Grand Duke Connie
- Song of the West (1930) — Hasty
- Hold Everything (1930) — Gink Schiner
- Top Speed (1930) — Elmer Peters
- Maybe It’s Love (1930) — Yates
- The Lottery Bride (1930) — Hoke
- Going Wild (1930) — Rollo Smith
- Sit Tight (1931) — Jojo
- Broadminded (1931) — Ossie Simpson
- Local Boy Makes Good (1931) — John Augustus Miller
- Fireman, Save My Child (1932) — Joe Grant
- The Tenderfoot (1932) — Calvin Jones
- You Said a Mouthful (1932) — Joe Holt
- Элмер Великий (1933) — Элмер
- Сын моряка (1933) — Красавчик Каллахан
- A Very Honorable Guy (1934) — 'Feet' Samuels
- Цирковой клоун (1934) — Happy Howard
- 6 Day Bike Rider (1934) — Wilfred Simpson
- Алиби Айк (1935) — Frank X. Farrell
- Bright Lights (1935) — Джо Вилсон
- Сон в летнюю ночь (1935) — Дудка
- Сыновья оружия (1936) — Джимми Кэнфилд
- Earthworm Tractors (1936) — Александр Ботс
- Поло Джо (1936) — Джо Болтон
- When’s Your Birthday? (1937) — Dustin Willoughby
- Riding on Air (1937) — Элмер Лейн
- Fit for a King (1937) — Virgil Ambrose Jeremiah Christopher 'Scoop' Jones
- Wide Open Faces (1938) — Wilbur Meeks
- Гладиатор (1938) — Hugo Kipp
- Flirting with Fate (1938) — Dan Dixon
- $1000 a Touchdown (1939) — Marlowe Mansfield Booth
- Beware Spooks! (1939) — Roy L. Gifford
- So You Won’t Talk (1940) — Whiskers / 'Brute' Hanson
- Shut My Big Mouth (1942) — Wellington Holmes
- Joan of Ozark (1942) — Cliff Little
- Daring Young Man (1942) as Jonathan Peckinpaw / Grandma Peckinpaw
- Chatterbox (1943) — Rex Vane
- Casanova in Burlesque (1944) — Joseph M. Kelly Jr.
- Pin Up Girl (1944) — Eddie Hall
- Голливудская столовая (1944) — Джо Э. Браун
- The Tender Years (1948) — Rev. Will Norris
- Плавучий театр (1951) — капитан Энди Хокс
- Вокруг света за 80 дней (1956) — смотритель на станции Форт Кирни
- В джазе только девушки (1959) — Осгуд Филдинг III
- Это безумный, безумный, безумный, безумный мир (1963) — профсоюзный деятель, выступающий с речью на стройплощадке
- Комедия ужасов (1964) — смотритель кладбища

## Телевизионные роли
- Buick Circus Hour, эпизод «Премьер-шоу» (1952) — клоун
- «Театр комедии Эдди Кантора», серия «Практичный шутник» (1955)
- «Театр Шлитца», эпизод «Знакомьтесь, мистер Джастис» (1955)
- Кристоферы, эпизоды «Вашингтон в молодости» (1955) и «Основы закона и порядка» (1964) (последнее появление)
- «Театр режиссёров экрана», эпизод «Безмолвный партнер» (1955) — Артур Вейл
- «Выбор народа», эпизод «Сокс и брак по доверенности» (1956) — Чарльз Холлистер
- General Electric Theater, эпизод «Золотой ключик» (1956) — Эрл Холл
- General Electric Summer Originals, эпизод «Шоу Джо Э. Брауна» (1956) — Джо Браун
- «Шоу Энн Сотерн», эпизод «Человек-мечта Оливии» (1960) — Митчелл Карсон
- «Театр предварительного просмотра Westinghouse», эпизод «Five — это семья» (1961) — Гарри Кановер
- «Шоссе 66», эпизод «Путешествие в Ниневию» (1962) — Сэм Батлер
- «Величайшее шоу на Земле», эпизод «Ты в порядке, Айви» (1964) — Даймонд «Дайми» Вайн

## Книги
- «Ваши дети и мои» (1944) «Ваши дети и мои» были опубликованы как издание «Вооруженные силы» во время Второй мировой войны[что?].
- «Смех — прекрасная вещь» (1956)